# Mimmo Borrelli
Mimmo Borrelli (Torregaveta, 7 maggio 1979) è un drammaturgo, attore e regista teatrale italiano.

## Biografia
Appassionato di recitazione fin da ragazzo, nel 1994 inizia a studiare drammaturgia e viene successivamente notato dal regista Nello Mascia, che lo inserisce nella sua compagnia. Dopo aver frequentato per un anno l'Accademia di Teatro di Napoli diretta da Antonio Ferrante e Marzio Honorato, entra a far parte della compagnia degli Sbuffi di Castellammare di Stabia, girando l'Italia e raccogliendo testimonianze della tradizione popolare italiana che influenzeranno fortemente la sua scrittura.
Tra il 2003 e il 2005 concepisce il suo primo lavoro drammaturgico: 'Nzularchia, con il quale, nel 2005 vince il premio Riccione. Nel 2007, il suo secondo lavoro 'A Sciaveca, diretto dal regista Davide Iodice. Segue nel 2010 La madre: 'i figlie so' piezze 'i sfaccimma, rivisitazione del mito di Medea, prodotto dal Teatro Mercadante di Napoli, con lo stesso Borrelli alla regia.
Considerato da molti critici il più grande drammaturgo e capocomico italiano vivente,  

 Mimmo Borrelli è originario di Torregaveta, per cui la lingua da lui utilizzata è un misto di dialetti dell'area dei Campi Flegrei, parlati soprattutto nella zona compresa fra, Cappella, Bacoli e Monte di Procida, Pozzuoli, rivisitati in chiave poetica e drammaturgica.
Nel 2011 per la Ubulibri di Franco Quadri, pubblica la prima sua raccolta di testi teatrali. In quello stesso periodo 
Jean-Paul Manganaro traduce in francese il testo 'Nzularchia commissionato dall'istituto Francese Maison Antoine-Vitez.
Nel 2012 la sua opera-oratorio Napucalisse, musicata dal compositore Giorgio Battistelli, apre la stagione del Teatro di San Carlo di Napoli.
Negli stessi anni l'attore Toni Servillo legge in tutta Italia alcuni passi delle sue opere all'interno dello spettacolo Toni Servillo legge Napoli. Nel 2014 il regista Paolo Boriani realizza per Sky Arte HD il film-documentario 'A sciaveca sull'opera e sull'immaginario creativo di Borrelli. Nel 2014 è autore e regista dello spettacolo Opera Pezzentella, testo drammaturgico di ricerca antropologica sul culto napoletano delle "anime pezzentelle", rappresentato nella chiesa di Santa Maria delle Anime del Purgatorio ad Arco.
Nel 2015 collabora con lo scrittore Roberto Saviano in Sanghenapule, spettacolo inserito all'interno della rassegna 2015-2016 del Piccolo Teatro di Milano.
Sempre nel 2015 diviene direttore artistico della rassegna flegrea Efestoval.
Nel 2017 in concorso alla Biennale di Venezia nell'ambito della Mostra internazionale d'arte cinematografica debutta al cinema con il lungometraggio L'equilibrio di Vincenzo Marra. Nello stesso anno pubblica l'opera teatrale vincitrice del premio Riccione per il teatro, 'Nzularchia, per la casa editrice Baldini-Castoldi. 
Nel 2018 mette in scena al Teatro San Ferdinando di Napoli La cupa, riscuotendo diversi premi del settore tra cui il Premio Ubu per la regia e drammaturgia.
Nel 2021 entra a far parte della serie TV Gomorra - La serie, nella quale interpreta il personaggio Angelo ’o Maestrale.
Nel 2022 diviene direttore artistico dell'Accademia del Teatro Bellini di Napoli: Bellini Teatro Factory.
Nel 2023 pubblica il poema teatrale La Cupa, per la casa editrice La Nave di Teseo. Nello stesso anno è tra i protagonisti dell'opera prima di Brando De Sica, Mimì - Il principe delle tenebre.
Negli ultimi anni dal 2023 al 2025 prende parte ad alcuni lungometraggi collaborando con registi del cinema d'autore quali Pietro Marcello, Fabrizio Cattani, Elisabetta Sgarbi.

## Riconoscimenti
- 2005: Premio Riccione per il teatro – Per la drammaturgia con Nzularchia
- 2007: Premio Tondelli  per la drammaturgia con A Sciaveca[16]
- 2008: Premio Gassman  come "Miglior giovane autore" con Nzularchia[17]
- 2008: Premio E.T.I. Gli Olimpici del Teatro come "Miglior spettacolo d'innovazione" con Nzularchia
- 2012: Premio della Critica Teatrale – Anct, Associazione Nazionale Critici Italiani, come regista, autore e attore.[18]
- 2013: Premio Testori miglior autore di un testo letterario per La madre: ’i figlie so’ piezze ’i sfaccimme.[19]
- 2015: Premio Hystrio per la drammaturgia.[20]
- 2015: Premio Concetta Barra per la drammaturgia e regia.[21]
- 2016: Premio Annibale Ruccello come attore, drammaturgo, regista.[22]
- 2017: Premio Nuovo Imaie – 74 Mostra internazionale d'arte cinematografica di Venezia al miglior attore emergente con il film L'equilibrio.[23]
- 2018: Premio "La cerasa d'oro" – 33ª Edizione del Festival delle Cerase – al migliore attore emergente per il film L’Equilibrio.[24]
- 2018: Premio Lo Straniero – Gli Asini come poeta, attore e regista dello spettacolo dell’anno La Cupa.[25]
- 2018: Premio San Gennaro Day per lo spettacolo dell’anno La Cupa.[26]
- 2018: Premio Alfonso Gatto alla poesia, per La Cupa, menzione d'onore.[27]
- 2018: Premio della Critica Teatrale – Anct come spettacolo dell’anno per La Cupa.[28]
- 2018: Premio E.T.I. Gli Olimpici del Teatro – Le Maschere  alla drammaturgia per lo spettacolo La Cupa.[29]
- 2019: Premio Ubu alla regia per La Cupa[13]
- 2019: Premio Ubu alla drammaturgia o migliore novità italiana per La Cupa.[13]
- 2019: Premio Renato Nicolini per La Cupa.[30]
- 2022: Premio Last seen (rivista Krapp's Last Post) al miglior spettacolo dell'anno per "La cupa".[31]

## Filmografia

### Cinema
- Mozzarella Stories, regia di Edoardo De Angelis (2011)
- 'A Sciaveca, regia di Paolo Boriani – film documentario sulla poetica di Mimmo Borrelli (2013)
- L'equilibrio, regia di Vincenzo Marra (2017)
- Sanghenapule, regia di Mimmo Borrelli e Felice Cappa – Testi e sceneggiatura Mimmo Borrelli e Roberto Saviano (2018)
- Faccia Gialla, regia di Paolo Boriani – film documentario sull'incontro tra Mimmo Borrelli e Roberto Saviano (2018)
- 5 è il numero perfetto, regia di Igort (2019)
- Viva Viviani, regia dei fratelli Stefano e Mario Martone (2021)
- La Divina Cometa, regia di Mimmo Paladino (2022)
- Mimì - Il principe delle tenebre, regia di Brando De Sica (2023)
- L'isola degli idealisti, regia di Elisabetta Sgarbi (2024)
- Non ti lascio solo, regia di Fabrizio Cattani (2025)
- Duse, regia di Pietro Marcello (2025)

### Televisione
- Tracy & Polpetta, regia di Daniele Auricchio – sitcom, stagione 3, episodi 25 (2005)
- Sette meraviglie – serie TV, Sky arte, stagione 7, episodi 7 (2019)
- Gomorra - La serie – serie TV, 8 episodi (2021)

## Teatro
- 'Nzularchia, testo di Mimmo Borrelli regia di Carlo Cerciello (2006)
- Il verso dell'acqua, testo di Mimmo Borrelli, regia di Davide Iodice (2007)
- 'A sciaveca, testo di Mimmo Borrelli regia di Davide Iodice (2008)
- SEPSA - Spettatori all'esequie di passeggeri senz'anima, testo e regia di Mimmo Borrelli[32] (2010)
- La Madre: 'i figlie so' piezze 'i sfaccimma, testo e regia di Mimmo Borrelli (2010)
- Malacrescita, testo e regia di Mimmo Borrelli (2011)
- Napucalisse, testo e regia di Mimmo Borrelli (2012)
- Opera Pezzentella, testo e regia di Mimmo Borrelli (2014)
- Cante e Schiante, testo e regia di Mimmo Borrelli[33] (2014)
- Sanghenapule di Mimmo Borrelli e Roberto Saviano, regia di Mimmo Borrelli (2016)
- ll sommo poeta del Petraro di Mimmo Borrelli, Michele Sovente, Ernesto Salemme, regia di Mimmo Borrelli (2017)
- La Cupa. Fabbula di un omo che divinne un albero, canti, opera, versi, drammaturgia e regia di Mimmo Borrelli (2018)
- Il gelo, reading sull'opera poetica di Eduardo De Filippo (2022)
- Opera in transizione, testo e regia di Mimmo Borrelli (2024)